# Wilhelmstraße
Wilhelmstrasse (en alemán: Wilhelmstraße; ver ß) es una importante vía pública de Berlín, Alemania, en los distritos de Mitte y Kreuzberg. Hasta 1945 fue el centro del gobierno, primero del Reino de Prusia y más tarde del Reich alemán, albergando en particular la Cancillería del Reich y el Ministerio de Asuntos Exteriores, por lo que el nombre de la calle era frecuentemente utilizado como metonimia para referirse a la administración alemana en su conjunto, de manera similar a como se utiliza el término "Whitehall" para referirse a la administración británica.

## Trazado
Wilhelmstraße comienza junto a la margen sur del río Spree atravesando el barrio histórico de Dorotheenstadt hasta el bulevar Unter den Linden cerca de la Plaza de París y de la Puerta de Brandeburgo desde donde gira ligeramente al este hacia Friedrichstadt hasta su unión con Stresemannstraße cerca de Hallesches Tor en Kreuzberg. Su longitud total es de aproximadamente 2,4 km. 
Al sur de Unter den Linden atraviesa lo que en su día fue Wilhelmplatz (en el cruce con Voss-Straße,  cruza Leipziger Straße, cerca de Leipziger Platz y Potsdamer Platz, y Niederkirchnerstraße (conocida hasta después de la Segunda Guerra Mundial como Prinz-Albrecht-Straße). En su extremo sur, Wilhelmstraße originalmente se encontraba con Friedrichstraße, que discurre aproximadamente en paralelo más hacia el este, en Mehringplatz, hasta que, aproximadamente en 1970, el trazado de la calle fue rediseñado hacia el oeste para juntarse con Stresemannstraße.
Entre Unter den Linden y Behrenstraße la calle está cortada para vehículos a motor como protección de la Embajada del Reino Unido.

## Historia
Federico Guillermo I de Prusia, desde 1713 Rey en Prusia y Elector de Brandeburgo, amplió significamente su residencia berlinesa en el suroeste del barrio de Friedrichstadt, lo que motivó el desarrollo de un área residencial de alto poder adquisitivo que llegaba hasta la muralla de la ciudad (en la actual Stresemannstrasse). En 1731 se construyó, en sentido norte-sur, Husarenstrße (calle de los húsares), donde se instalaron muchos hugonotes huidos de Francia así como miembros expulsados de la Hermandad de Moravia. Muchos amigos personales del rey se hicieron construir grandes palacios urbanos, como Kurt General Christoph Graf von Schwerin y el barón francés François Mathieu Vernezobre de Laurieux, quién residió en el que posteriormente sería el Prinz-Albrecht-Palais. La calle se renombró Wilhelmstraße en honor del rey, quién había muerto en 1740.

### Distrito gubernamental
Originalmente una calle residencial para ricos, con un gran número de palacios pertenecientes a miembros de la familia real de los Hohenzollern, Wilhelmstrasse se desarrolló como distrito del gobierno prusiano desde mediados del siglo XIX. En 1858 el rey Federico Guillermo IV de Prusia adquirió el antiguo Palais Schwerin, en el número 73, como sede administrativa del ministerio prusiano para la Casa Real, dirigido desde 1861 por Alexander von Schleinitz. En 1869 el cercano Palais Schulenburg, que fuera residencia del difunto príncipe Antoni Radziwiłł, construido en 1738-39 en el número 77, fue adquirido por el gobierno estatal prusiano a petición de Otto von Bismarck, opositor de Schleinitz. Reconstruido entre 1875 y 1878, lo utilizó como sede oficial de su cargo de canciller. El número 76 se utilizó para el Ministerio de Asuntos Exteriores de la cancillería. 
Otros ministerios también se instalaron en Wilhelmstrasse, como el Ministerio de Finanzas (núm. 61), la Oficina Imperial Colonial (62), el Ministerio del Presidente del Estado (63), el Ministerio de Alimentación y Agricultura (72), y el Ministerio de Transporte (79, desde 1919). El espléndido Palais Strousberg del arruinado "rey del ferrocarril" Bethel Henry Strousberg, en el número 70, fue comprado por el príncipe Hugo de Hohenlohe en una subasta en 1876 y alquilado a Lord Ampthill, embajador británico, hasta que fue finalmente adquirido por el Reino Unido en 1884. En 1877 el Palais Borsig fue erigido en la esquina con Voss-Strasse.

### La República de Weimar y el Nazismo
Después de la Primera Guerra Mundial el Palais Schwerin fue vendido por el exiliado emperador Guillermo II al gobierno de la República de Weimar y en 1919 se transformó en la residencia del primer Presidente de Alemania, Friedrich Ebert. Hasta la muerte de su sucesor Paul von Hindenburg en 1934, la residencia oficial del Presidente estuvo en Wilhelmstraße, 73, desde donde  éste pudo ver el desfile nocturno de antorchas del 30 de enero de 1933, el Machtergreifung, que suposo la toma del poder por parte de los nazis después de haber nombrado canciller a Adolf Hitler, quien dirigió a las multitudes que le aclamaban desde una ventana de un moderno edificio construido en 1930 junto a la cancillería. Nombrándose a sí mismo "Führer y Canciller del Reich" desde 1934,  consideró la residencia inadecuada y ordenó la construcción de la gran Cancillería del Nuevo Reich según los diseños de Albert Speer. Esta edificación, primer ejemplo de arquitectura nazi, se construyó justo al sur de la Cancillería vieja, en la esquina de Wilhelmstrasse con Voss Strasse; su dirección oficial era Voßstraße, 4. 
El Ministerio de Asuntos Exteriores se trasladó al palacio del anterior presidente, un viejo edificio que fue rediseñado en un estilo grandioso a petición del ministro Ribbentrop. En la confluencia con Wilhelmplatz, el barroco Ordenspalais fue renovado como sede del Ministerio de Propaganda dirigido por Joseph Goebbels. Entre 1935 y 1936 su compañero de partido Hermann Göring erigió el enorme Ministerio del Aire, según diseño de Ernst Sagebiel, en la esquina con Leipziger Strasse. El adyacente Prinz-Albrecht-Palais, al sur, cobró notoriedad como sede del Sicherheitsdienst del Reichsführer-SS y del jefe de personal de la Sicherheitspolizei; todo este complejo del terror se fusionó en la Oficina Central de Seguridad del Reich bajo Reinhard Heydrich en 1939. La mayoría de los edificios públicos de Wilhelmstrasse fueron destruidos por los bombardeos aliados de 1944 y comienzos de 1945 y durante la posterior Batalla de Berlín.

### La Guerra Fría
Después de la guerra, la parte de Wilhelmstrasse al sur de Niederkirchnerstrasse recayó en el sector aliado del Berlín ocupado, y aparte de limpiar los escombros de la calle poco más se hizo para reconstruir el área hasta la fundación de la República Democrática Alemana (RDA) en 1949, con Berlín Este como su capital. Una de las reconstrucciones más tempranas, en 1948, fue la de la provisional iglesia de madera de la Hermandad de Moravia, en Wilhelmstrasse, 138. 
El régimen comunista de la RDA consideró el antiguo distrito gubernamental como una reliquia de los militarismos e imperialimos prusiano y nazi y demolió todas las ruinas de los edificios de gobierno a comienzos de los años 50. A finales de esa década prácticamente no quedaba ningún edificio en Wilhelmstrasse desde Unter den Linden hasta Leipziger Strasse. El único edificio público superviviente importante en la calle fue el Ministerio del Aire de Göring, que había escapado de sufrir daños importantes durante la guerra. Siendo uno de los pocos edificios gubernamentales en el centro de Berlín fue utilizado por la Administración Militar Soviética en Alemania y la Comisión Económica alemana, y posteriormente por el Consejo del Pueblo Alemán de la zona de ocupación soviética, su sucesora Cámara Popular y varios ministerios y departamentos del gobierno de la RDA. Como Haus der Ministerien fue el centro de las manifestaciones populares durante la Sublevación de 1953 en Alemania del Este.
La construcción del Muro de Berlín en 1961 cortó la calle por la mitad. En 1964 la sección de Berlín Este de la calle fue llamada con el nombre del anterior presidente de la RDA Otto Grotewohl, quién había muerto en funciones el 21 de septiembre. Varias embajadas de "países amigos" fueron levantadas en la esquina con Unter den Linden a partir de los años 70. El nuevo edificio de la embajada de la República Socialista de Checoslovaquia fue levantado entre 1974 y 1978 en Wilhelmplatz. En los años 80, varios bloques de apartamentos de plattenbau fueron construidos en los solares de Otto-Grotewohl-Straße. Los pisos eran bastante populares entre la nomenklatura, ya que proporcionaban una buena vista por encima del Muro del Berlín Oeste. El Monumento a los judíos de Europa asesinados se levanta sobre la antigua "franja de la muerte" del Muro a su paso por Wilhelmstrasse.

## Wilhelmstrasse hoy

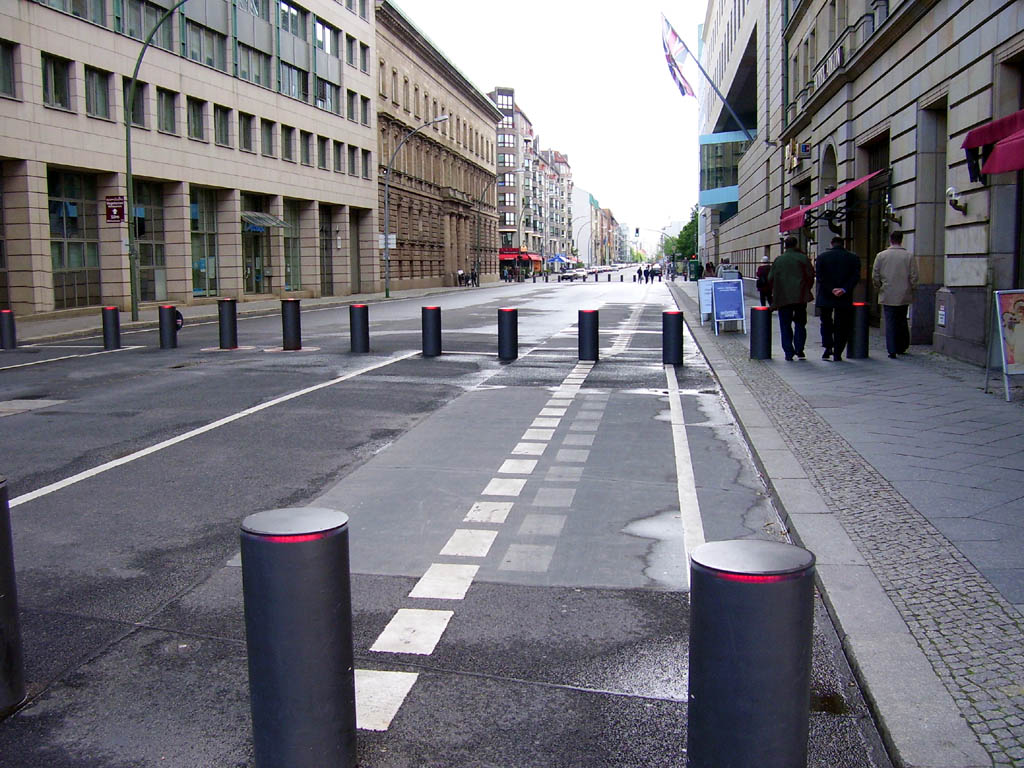
Wilhelmstraße hoy: bolardos anti-coche bomba en la embajada británica

En la actualidad Wilhelmstrasse es una importante arteria de tráfico pero no ha recuperado su status anterior. No obstante, desde la reunificación alemana, algunos ministerios se han trasladado aquí, como los de Trabajo, situado en lo que antes era Wilhelmplatz; el de Finanzas, en el complejo del antiguo Ministerio del Aire (rebautizado Detlev-Rohwedder-Haus en 1992) o el de Alimentación y Agricultura, en Wilhelmstraße, 72, el único situado en el mismo sitio en que estuvo antes de la guerra, si bien en un edificio en parte reconstruido. 
La embajada británica, cuyo edificio original fue destruido durante los bombardeos, fue reconstruido en el mismo sitio e inaugurado por la reina Isabel II en julio de 2000. Otras instituciones públicas en Wilhelmstrasse incluyen el estudio de televisión de la ARD, al norte del río Spree; el club de música techno E-Werk; el museo Topographie des Terrors, levantado sobre la ubicación de la antigua Oficina Central de Seguridad del Reich; y la Willy-Brandt-Haus, sede del Partido Socialdemócrata, en la esquina con Stresemannstrasse. 
Muchos de los actuales ocupantes de los bloques de apartamentos de la época de la RDA son inmigrantes, por lo que hay un número importante de tiendas y restaurantes que sirven a las comunidades rusa y turca.
En los últimos años se han instalado carteles que explican los edificios que se ubicaban en Wilhelmstrasse antes de la guerra. El 8 de noviembre de 2011 se inauguró, en el mismo sitio donde estuvo la cancillería del Reich, un monumento en honor de Georg Elser, el campesino que intentó asesinar a Hitler.